# 短瓣大蒜芥
短瓣大蒜芥（学名：Sisymbrium heteromallum var. sinense）为十字花科大蒜芥属下的一个变种。

## 扩展阅读
- 維基物種上的相關：短瓣大蒜芥